# Esther Pauchard
Esther Pauchard (* 1973 in Bern) ist eine Schweizer Autorin und Fachärztin für Psychiatrie und Psychotherapie. Sie ist bekannt für ihre Kriminalromane und Sachbücher, die sich mit psychischen Themen befassen.

## Leben
Pauchard wuchs in Bern und Thun auf. Während ihres Medizinstudiums an der Universität Bern verbrachte sie zwei Monate in Südafrika. Nach ihrem Staatsexamen entschied sie sich für eine Karriere in der Psychiatrie und erlangte 2006 den Facharzttitel für Psychiatrie und Psychotherapie.
Von 2007 bis 2024 arbeitete sie in leitenden Positionen in verschiedenen Institutionen des Suchtbereichs sowie der Transitionspsychiatrie für junge Erwachsene. Parallel war sie als Supervisorin, Ausbildnerin und in eigener Praxis tätig. Seit 2025 konzentriert sie sich ausschließlich auf ihre Tätigkeit als Autorin und Referentin. Sie lebt mit ihrem Mann, einem Hausarzt, und ihren beiden Töchtern in Thun.

## Werk
Im Jahr 2010 veröffentlichte Pauchard ihren ersten Kriminalroman Jenseits der Couch, der den Auftakt zu einer Reihe von Krimis bildet, die im psychiatrischen und medizinischen Milieu spielen. Die Hauptfigur dieser Reihe ist die Psychiaterin Kassandra Bergen. Zudem entwickelte sie die Protagonistin Melissa Braun, eine medizinische Praxisassistentin, die in den Romanen Tödliche Praxis (2016) und Tödliche Macht (2018) im Mittelpunkt steht. Bis 2022 veröffentlichte Pauchard insgesamt sieben Kriminalromane.
Neben ihrer Tätigkeit als Romanautorin schreibt sie auch Sachbücher. Ihr erster Ratgeber Jenseits der Sprechstunde – das Rezept sind Sie! erschien 2023 und vermittelt Grundlagenwissen über die menschliche Psyche sowie mentale Werkzeuge zur Förderung von Gesundheit und Wohlbefinden. Im März 2025 folgt ihr zweites Sachbuch Baustelle Menschsein – Gut gerüstet für den Alltag, das sich mit Alltagsbewältigung und innerer Stabilität beschäftigt.
Pauchard bietet Lesungen sowie Vorträge zu Resilienz, Selbstwirksamkeit und psychische Gesundheit im Alltag an.

## Auszeichnungen
- 2025: Thun-Preis[2]